# Colibrí cuallarg ventrenegre
El colibrí cuallarg ventrenegre (Discosura langsdorffi) és una espècie d'ocell de la família dels troquílids (Troquilidae) que habita a Brasil, a l'Amazònia occidental i al sud-est.